# Jaicós (ort)
Jaicós är en ort i Brasilien.   Den ligger i kommunen Jaicós och delstaten Piauí, i den östra delen av landet, 1 200 km nordost om huvudstaden Brasília. Jaicós ligger 290 meter över havet och antalet invånare är 7 107.
Terrängen runt Jaicós är huvudsakligen platt. Jaicós ligger nere i en dal. Runt Jaicós är det glesbefolkat, med 13 invånare per kvadratkilometer.. Det finns inga andra samhällen i närheten.
Omgivningarna runt Jaicós är huvudsakligen savann.